# Мондавезан
Мондавеза́н (фр. Mondavezan, окс. Mondavesan) — коммуна во Франции, находится в регионе Юг — Пиренеи. Департамент — Верхняя Гаронна. Входит в состав кантона Казер. Округ коммуны — Мюре.
Код INSEE коммуны — 31349.

## География

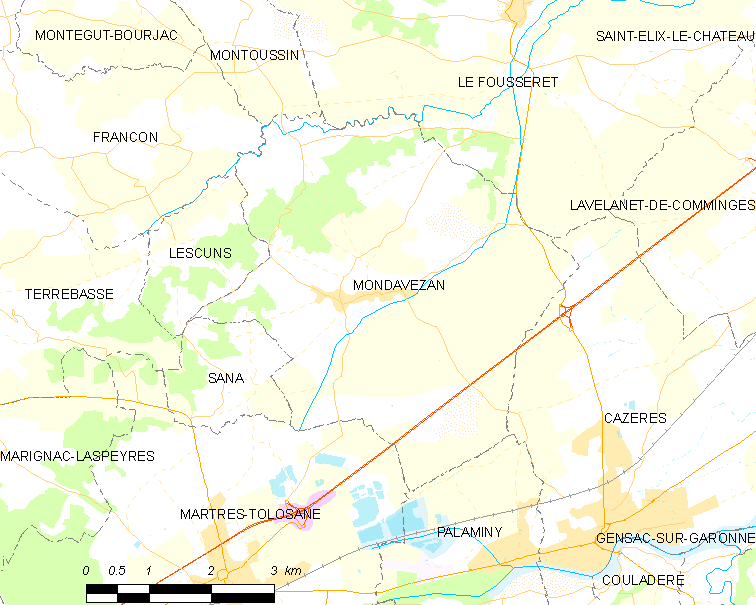
Карта коммуны

Коммуна расположена приблизительно в 640 км к югу от Парижа, в 55 км к юго-западу от Тулузы.
По территории коммуны проходит канал Сен-Мартори.

## Климат
Климат умеренно-океанический. Зима мягкая и снежная, весна характеризуется сильными дождями и грозами, лето сухое и жаркое, осень солнечная. Преобладают сильные юго-восточные и северо-западные ветры.

## Население
Население коммуны на 2010 год составляло 787 человек.
| 1962 | 1968 | 1975 | 1982 | 1990 | 1999 | 2010 |
| ---- | ---- | ---- | ---- | ---- | ---- | ---- |
| 507  | 487  | 466  | 485  | 554  | 643  | 787  |

## Экономика
В 2010 году среди 522 человек трудоспособного возраста (15—64 лет) 390 были экономически активными, 132 — неактивными (показатель активности — 74,7 %, в 1999 году было 65,6 %). Из 390 активных жителей работали 362 человека (197 мужчин и 165 женщин), безработных было 28 (8 мужчин и 20 женщин). Среди 132 неактивных 29 человек были учениками или студентами, 47 — пенсионерами, 56 были неактивными по другим причинам.